# 제프 후 리브스 앳 홈
제프 후 리브스 앳 홈(Jeff Who Lives At Home)은 미국에서 제작된 마크 듀플라스 감독의 2011년 코미디 영화이다. 제이슨 세걸 등이 주연으로 출연하였고 리안느 할폰 등이 제작에 참여하였다.

## 출연

### 주연
- 제이슨 세걸
- 주디 그리어

### 조연
- 에드 헬름스
- 수잔 서랜든
- 케이티 애설튼
- 래 돈 총
- 조 크레스트
- 랜스 E. 니콜스
- J.D. 에버모어
- 스티브 지시스
- 디닌 타일러
- 어니스트 제임스
- 제이 아모어
- 에드워드 J. 클레어
- 잭 치노
- 데이빗 안소니. 잭슨
- 제시 무어
- 제임스 레슬리 테일러
- 마이크 아그레스타
- 쉐릴 W 브라운
- 민디 카라시올리
- 지노 갈렌토
- 제랄딘 글렌
- 러셀 M. 하우저
- 에밀리 D. 헤일리
- 로드니 허버트
- 로리 리
- 앤디 심스
- 리사 맥켈 스미스
- 테리 리 스미스
- 신디 윌리엄슨
- 랜스 E. 니콜스
- 캐롤 슈튼

## 제작진
- 라인프로듀서: 밥 도어만
- 협력프로듀서: 스테파니 랭호프
- 미술: 크리스 L. 스펠만
- 세트: 미쉘 마챈드 2세